# Perunkajärvi (sjö, lat 66,75, long 25,95)
Perunkajärvi är en sjö i Finland. Den ligger i kommunen Rovaniemi i landskapet Lappland, i den norra delen av landet, 700 km norr om huvudstaden Helsingfors. Perunkajärvi ligger 150,1 meter över havet. Den är 53 meter djup. Arean är 9,23 kvadratkilometer och strandlinjen är 44,77 kilometer lång. Sjön  ingår i Kemi älvs huvudavrinningsområde. 